# ファーマナ・アンド・オマー
座標: 北緯54度32分42秒 西経7度29分38秒 / 北緯54.545度 西経7.494度
ファーマナ・アンド・オマー(英語：Fermanagh and Omagh)は、イギリスの北アイルランド南西部の行政区。
中心都市はエニスキレンとオマー。
2015年の人口は11万5311人、面積は2846.77km2、人口密度は40.5人/km2。
2015年4月1日に、ファーマナ地区とオマー地区が合併して設置された。

## 人口
- 1991年6月30日：10万500人
- 2001年6月30日：10万5800人
- 2011年6月30日：11万3501人
- 2015年6月30日：11万5311人

## 隣接行政区
- 北：デリー・シティ・アンド・ストラバン
- 北東：ミッド・アルスター
- 東：モナハン県
- 南：キャバン県
- 西：リートリム県
- 北西：ドニゴール県